# Jean Mathonet
Jean Mathonet (Herve, 6 oktober 1925 - Luik, 1 juni 2004) was een Belgisch voetballer die speelde als aanvaller en op het einde van zijn carrière als middenvelder.
Mathonet speelde zijn hele loopbaan bij Standard Luik in de Eerste klasse. Tussen 1946 en 1960 speelde hij er 360 wedstrijden en scoorde hierin 138 doelpunten. In het seizoen 1955/56 werd Mathonet topschutter in de Eerste klasse met 26 doelpunten. Op 35 ging hij in derde klasse spelen bij CS Brainois.
Tussen 1952 en 1958 werd Mathonet 14 maal geselecteerd voor het Belgisch voetbalelftal, speelde hij in totaal 13 wedstrijden maar kwam nooit tot scoren.